# باد هومبورگ فور در هوهه
شهر باد همبورگ فور در هوهه در ایالت هسن در کشور آلمان واقع شده است.